# Endeavor (jeu)
Pour les articles homonymes, voir Endeavour.
Endeavor est un jeu de société créé par Carl de Visser et Jarratt Gray en 2009 et édité en Français par Ystari. Edition originale en Anglais par Z-Man Games.
Endeavor est un jeu complexe pour 3 à 5 joueurs, de 12 à 112 ans. Chaque partie s’étend sur 7 tours de jeu pour une durée totale d’environ 90 minutes.
Il existe une variante non officielle mais proposée par les auteurs du jeu pour des parties à deux joueurs.

## Contexte
Dans Endeavor, chaque joueur représente un empire du XVIIIe siècle en quête de gloire. Pour acquérir cette gloire, il tentera d’augmenter la puissance industrielle, culturelle, financière et politique de son empire par tous les moyens à sa disposition. Ces moyens sont légion : contrôle de régions et ressources, occupation de villes, création de routes, construction de bâtiments, commerce avec le Nouveau Monde et esclavagisme.

## Principe général
Endeavor est un jeu en 7 tours.
Afin de développer son empire, chaque joueur va devoir progresser selon 4 axes différents repris sur son plateau de jeu sous le terme pistes de statut. (Ce mécanisme rappelle le jeu Goa).
- Axe Industriel : une industrie puissante permet de construire des bâtiments plus complexes.
- Axe Culturel : au plus votre culture est impressionnante, au plus de nouveaux immigrants (marqueurs de population) se joindront à vous à chaque tour
- Axe Financier : cet axe définit le nombre de paiements que vous pouvez faire à chaque tour. Chaque bâtiment utilisé doit recevoir un paiement avant de pouvoir être réutilisé.
- Axe politique : votre puissance politique définit le nombre de cartes d’actifs que vous pouvez garder en fin de tour.

À chaque tour de jeu, chaque joueur bâtit gratuitement un bâtiment (selon ce que lui permet son industrie). Certains bâtiments vont lui permettre de progresser dans les 4 axes précités, d’autres vont lui offrir la possibilité d’exécuter certaines actions ou lui rapporter des points de gloire.
Les joueurs peuvent ensuite (à tour de rôle) effectuer différentes actions en utilisant leur bâtiments (ou jetons spéciaux) et population disponibles.
Actions possibles (sous conditions):
- Occuper une ville libre (et en récupérer le jeton de commerce)
- Attaquer une ville occupée par un autre joueur pour en devenir le nouvel occupant
- Piocher une carte Actif
- Affréter un navire (prendre position sur une piste de fret et y prendre un jeton de commerce)
- Effectuer un paiement (permet de réutiliser un autre bâtiment)

## Règle du jeu
Pour les règles complètes, voir liens en annexe.

## Matériel
- un plateau de jeu pliable
- 5 plateaux de jeu individuels
- 48 cartes Actifs (8 tas de 6 cartes)
- 95 jetons de commerce
- 26 jetons de score
- 45 tuiles de bâtiments
- 20 marqueurs de statut (4 par joueur)
- 150 pions de population (30 par joueur)
- 1 marqueur Premier joueur
- la règle du jeu

## Mise en place
Voir règles du jeu en annexe

## Déroulement
Ceci constitue un léger condensé des règles permettant à chacun de se faire une idée sur le jeu. La compréhension des règles complètes reste indispensable à qui souhaite jouer.
Chaque tour de jeu se divise en 4 phases :

### I Phase de construction
Chaque joueur construit un bâtiment de niveau inférieur ou égal à son niveau de construction. Le niveau de construction est repris sur le plateau individuel en dessous de la piste d’industrie dont il dépend directement. Un joueur peut posséder plusieurs fois le même bâtiment mais il est limité à un seul bâtiment de niveau 5. Les bâtiments arrivent en jeu inoccupés. Le joueur ajuste au besoin ses pistes de statut.

### II Phase de croissance
Chaque joueur gagne autant de pions de population de sa réserve qu’indiqué par son niveau de croissance. Le niveau de croissance figure sur la fiche individuelle en dessous du score de culture dont il dépend. Les pions gagnés sont placés dans le port.

### III Phase de salaires
Chaque joueur peut libérer 1 bâtiment occupé par niveau de salaire. Le niveau de salaire figure sur la fiche individuelle en dessous du score de finances dont il dépend. Les pions de population retirés des bâtiments retournent au port (et sont donc utilisables ce tour-ci).

### IV Phase d’actions
Chaque joueur à tour de rôle peut effectuer une action ou passer. Une fois qu’il a passé, un joueur ne peut plus effectuer d’actions ce tour ci.
Pour effectuer une action, un joueur doit soit dépenser un jeton de commerce de type action (les jetons à fond bleu) soit déplacer un de ses jetons de population depuis son port vers un de ses bâtiments libres. Note: La plupart des actions vont requérir l’emploi d’un ou deux jetons de population additionnels à placer sur le plateau de jeu ou à retourner dans la réserve selon les cas.

### Les différentes actions
Rappel : chaque action requiert l’utilisation d’un bâtiment ou d’un jeton bleu figurant l’icône représentative de l’action. (Voir phase IV)
1) Affréter: Prendre un marqueur de population dans son port et le placer sur une piste d’expédition (dans l’espace libre le plus éloigné de la pile de cartes) et prendre le jeton commerce qui se trouve sur cet emplacement. Si le marqueur occupe la dernière position, le joueur ayant le plus de marqueurs sur la piste reçoit la carte de gouverneur correspondante et la région devient ouverte. En cas d'égalité, c'est le joueur ex-aequo ayant un pion le plus proche de la pile de cartes qui l'emporte. Si la piste était déjà pleine, le marqueur est posé à côté de la piste et aucun jeton de commerce n’est gagné. Le joueur est dorénavant considéré présent dans la région à laquelle cette piste d'expédition appartient.
2) Occuper: Prendre un marqueur de population dans son port, le placer sur une ville inoccupée et prendre le jeton commerce qui se trouve sur cet emplacement. Condition : il faut que la région soit ouverte et que le joueur y ait au moins un jeton sur/à côté de  la piste d’expédition. Si un  joueur contrôle les deux villes d’une route, il reçoit immédiatement le jeton de commerce qui s’y trouve. Note : la méditerranée est toujours ouverte et les joueurs y sont toujours présent.
3) Attaquer: Prendre un marqueur de population dans son port et le placer dans la réserve. Prendre un autre marqueur de population dans son port et le placer sur une ville occupée. Le marqueur du joueur adverse retourne dans la réserve. Condition: il faut que la région soit ouverte et que le joueur y ait au moins un jeton sur/à côté de la piste d’expédition. Si un joueur contrôle les deux villes d’une route, il prend le contrôle de cette route et reçoit immédiatement le jeton de commerce qui s’y trouve éventuellement.
4) Payer: Retirer un marqueur de population d’un bâtiment et le remettre dans son port.
5) Piocher: Prendre la carte au sommet de la pile dans une région. Il faut que la région soit ouverte et le joueur doit y avoir au moins autant de marqueurs de population (villes, piste de fret) que le niveau de la carte prise. Le joueur avance ensuite ses pistes de statut en fonction des icônes représentées sur la carte.
De plus, quelle que soit l'action effectuée, si le joueur reçoit un (ou plusieurs jetons) de commerce figurant l'icone industrie, finance, culture ou politique; il ajuste immédiatement la piste de score correspondante sur son plateau de jeu personnel en y augmentant son score de 1 point pour chaque jeton de ce type qu'il vient de recevoir.

### Fin de tour
Une fois que tout le monde a passé, chaque joueur choisit et défausse les cartes actifs qu’il a en trop (par rapport à sa limite de cartes définie par son score politique) ; il perd les effets associés aux cartes défaussées. Les cartes esclavage défaussées restent face cachée près du joueur, les cartes gouverneur défaussées sont remises dans la boite, les autres cartes défaussées retournent dans leur paquet respectifs à leurs positions habituelles. On passe ensuite au tour suivant.

### Fin de partie et vainqueur
À la fin du 7e tour, le joueur ayant le plus de points de gloire est déclaré vainqueur. Les points de gloire sont obtenus par différents moyens. À savoir: points figurant sur les bâtiments construits (en pratique, seules les universités ont de tels points), points engrangés sur les pistes de statut, points figurants sur les cartes actifs possédées, points figurant sur les villes occupées et 1 point par route actuellement contrôlée. Chaque joueur reçoit également 3 points si son emplacement spécial gouverneur est actuellement libre et 1 point par 3 marqueurs de population présents dans son port; il perd un point par carte esclavage défaussée.

## Récompenses
- Tric Trac d'Argent 2010